# Caesalpinia eriostachys
Caesalpinia eriostachys är en ärtväxtart som beskrevs av George Bentham. Caesalpinia eriostachys ingår i släktet Caesalpinia och familjen ärtväxter. Inga underarter finns listade i Catalogue of Life.